# Pave Siricius
Pave Siricius var pave eller biskop af Rom fra 11. december 384 til 26. november 399. Han efterfulgte Damasus og blev selv efterfulgt af pave Anastasius 1.
I 382 var han den første pave, der bar titlen pontifex maximus, efter at betegnelsen var blevet frigivet af den romerske kejser Gratian og derefter blev en fast ærestitel. Siricius blev valgt enstemmigt til pave på trods af modpave Ursinus' forsøg på at promovere sig selv. Siricius var også den første til at bruge titlen pave. Han var den første pave til at udstede pavelige dekreter. Det første blev sendt til Himerius af Tarragona. Han skrev blandt andet to dekreter omhandlende cølibat.
Siricius var en aktiv pave. Han var især engageret i administrationen og de enkelte afdelingers synspunkter.
Da den spanske, asketiske biskop Priscillian på baggrund af anklager fra andre biskopper om kætteri blev henrettet af den romerske hærfører Magnus Maximus, var Siricius en af dem, der førte an i protesterne mod denne dom. 
Hans festdag er den 26. november.